# Jamie-Lynn Sigler
Jamie-Lynn Sigler (ur. 15 maja 1981) – amerykańska aktorka. Występowała jako Meadow Soprano w serialu Rodzina Soprano.

## Życiorys
Urodziła się w Nowym Jorku. jest córką amerykańskiego Żyda, Steve’a (którego rodzice pochodzili z Grecji i Rumunii) i Kubanki, Connie. Sigler zaczęła występować i śpiewać w wieku siedmiu lat. W 1999 roku wygrała casting na rolę w serialu Rodzina Soprano. Zagrała w nim rolę córki głównego bohatera, Tony’ego Soprano.
W 2001 roku wydała album popowy zatytułowany „Here to Heaven”, który promował singel „Cry Baby”. Album sprzedawał się bardzo słabo. W 2007 Sigler powiedziała, że jest zażenowana tym albumem i żałuje, że go wydała. W 2002 jako współautorka wydała autobiografię Wise Girl: What I've Learned About Life, Love, and Loss. Pojawiła się także w dwóch teledyskach: do piosenki „Through the Rain” znanej piosenkarki Mariah Carey oraz „Jizz In My Pants” z debiutanckiego albumu grupy The Lonely Island.
Przez pięć miesięcy w latach 2002–2003 grała w sztukach na Broadwayu. Zagrała m.in. rolę Pięknej w adaptacji Pięknej i bestii.
Grała również samą siebie w innym serialu HBO – Entourage (Ekipa), gdzie występowała jako gwiazda filmowa i jednocześnie dziewczyna jednego z głównych bohaterów, Turtle'a (Sala).
W lipcu 2003 roku poślubiła swojego agenta A.J. DiScala i przyjęła nazwisko Jamie-Lynn DiScala. Zawsze szanowała tradycję i nie miała żadnych wątpliwości, czy powinna przejąć nazwisko męża po ślubie. Jednak we wrześniu 2005 roku, po zaledwie dwóch latach małżeństwa, Sigler i DiScala ogłosili separację. Po rozwodzie aktorka wróciła do starego nazwiska.
Sigler mówi biegle po hiszpańsku, którego nauczyła się od swojej babci, Kubanki, nie mówiącej po angielsku.